# أوري بن آري

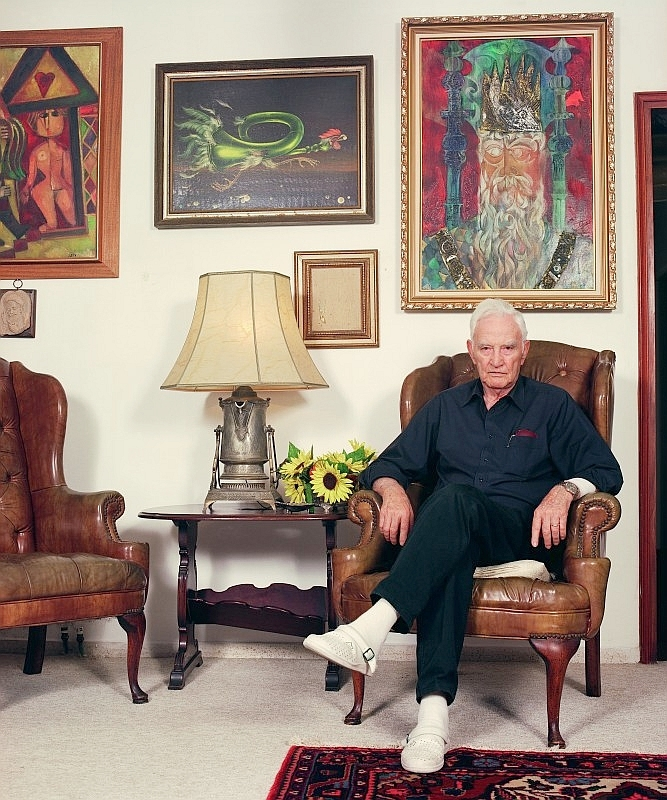
اوري بن آري, 2003

أوري بن آري (بالعبرية: אורי בן ארי‏) (1 فبراير، لعام 1925 - 15 يناير كانون الثاني، 2009) عميد قائد سلاح المدرعات، الدبلوماسي والكاتب إسرائيل.
ولد أوري بن آري (باسم هاينز بانر) في حي شوينبرغ في برلين بألمانيا لعائلة يهودية، وفي سن السادسة طلق والديه وبعدها بعامين توفيت والدته. في انتخابات 12 نوفمبر 1933، قرر والده التصويت ضد هتلر وحيث أن الانتخابات لم تكن سرية فقد كان كل ناخب يصوت بنعم كان أدولف هتلر يمنحه دبوسًا عليه كلمة «نعم»، وعندما غادر والده دون دبوس تعرض لهجوم من قبل جنود العاصفة، وعندما حاول مساعدة والده، تعرض للضرب المبرح. خلال ليلة البلور شهد مع والده احتراق الكنيس ولفائف التوراة من قبل النازيين، وبعد فترة وجيزة تم طرده من المدرسة في حفل عام مهين. في الحفل وقف جميع الطلاب في صف واحد وأمر المسئول بالتقدم للأمام ثم أعلن لجميع الطلاب: «هاينز بانر! إنك تنتمي إلى العرق اليهودي الذي ارتكب جرائم مروعة ضد الإنسانية وضد الشعب الألماني! المدرسة من صفوفها ويتم طردك من المدرسة! ابتعد عنا واختفي من أعيننا إلى الأبد. للمضي قدما! هايل هتلر»! .
في مارس 1939 هاجر إلى أرض إسرائيل وحدها كجزء من شباب علية وتلقى تعليمه في كيبوتس عين جيف لقى والده مع معظم أفراد عائلته حتفهم في الهولوكوست.

## الخدمة في البلماح
تم تجنيد أوري بن آري في البلماح في 1946، وخلال معركة القدس في حرب 1948 كان قائد سرية في كتيبة الرابعة من لواء هرئيل، وكتيبة من المتسللين. وفي هذا السياق شارك في قافلة خلدة، في معركة النبي صموئيل، والاحتلال قالونيا، في معركة دير سان سيمون، واحتلال «مشط» وتخطي في عملية مكابي والاستيلاء على جبل صهيون. على معارك القتال على القدس كان يطلق عليه «ملك اللصوص». ثم تم تعيينه نائب قائد الكتيبة السابعة من البلماح في تقسيم النقب. في هذا السياق شارك في الهجوم الفاشل للكتيبة في بداية عملية يواف على بلدة عراق المنشية. كما شارك في الهجوم دبابة نوع هوتشكيس وكرومويل، تحت قيادة اسحق سديه. كانت هذه هي المرة الأولى التي يرى فيها دبابات في ساحة المعركة، وقد تأثر بشدة النار وسرعة القوة المدرعة مقارنة بالمشاة. شارك بن آري أيضا في عملية حوريف وعملية الحقيقة وعين قائدا للكتيبة السابعة.